# 能義村
能義村（のぎむら）は、島根県能義郡にあった村。現在の安来市矢田町、能義町、実松町、飯生町、利弘町、沢町、月坂町、赤崎町にあたる。

## 地理
- 河川：飯梨川[1]

## 歴史
- 1889年（明治22年）4月1日、町村制の施行により、能義郡矢田村、能義村、実松村、飯生村、利弘村、沢村、月坂村、赤崎村が合併して村制施行し、能義村が発足[1][2]。
- 1951年（昭和26年）4月1日、能義郡安来町、宇賀荘村と合併し安来町が存続して廃止された[1][2]。

### 地名の由来
『出雲国風土記』に記載の野城駅（のきのうまや）による。

## 産業
- 農業[1]

## 名所・旧跡・観光地
- 能義神社[1]